# David Gale
David Gale (ur. 13 grudnia 1921 w Nowym Jorku, zm. 7 marca 2008 w Berkeley) – amerykański matematyk i ekonomista.
Był emerytowanym profesorem na Uniwersytecie Kalifornijskim w Berkeley, powiązanym z działami matematyki, ekonomii i inżynierii przemysłowej. Przyczynił się do rozwoju ekonomii matematycznej, teorii gier.